# Clavel del aire (tango)
Clavel del aire es un tango que fue estrenado en 1929 cuya letra pertenece al poeta uruguayo Fernán Silva Valdés en tanto que la música es de Juan de Dios Filiberto. 

## El título
El título alude al nombre común de las plantas del género Tillandsia que tiene más de 650 especies aceptadas, es el más diverso de la  familia de las Bromeliaceae y e encuentran en los desiertos, bosques y montañas de Centroamérica, Sudamérica, México y en el sur de EE. UU. en Norteamérica. Los miembros de este género también llamados vulgarmente planta azul crecen enlazadas por las raíces a los árboles. Las raíces les sirven únicamente como sujeción, tomando el agua y los nutrientes literalmente del aire, a través de las hojas.

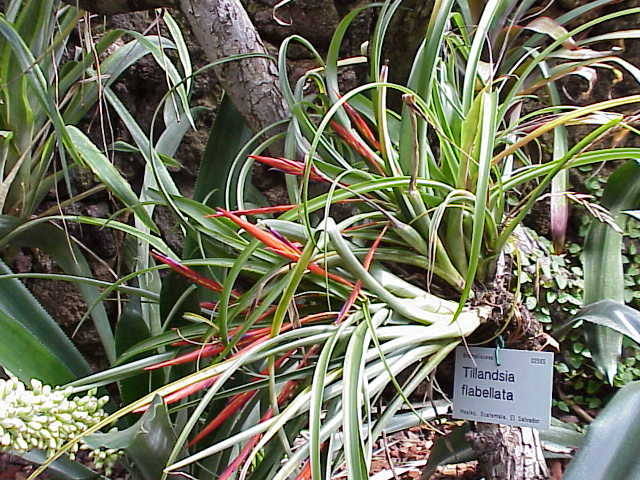
Tillandsia o Clavel del aire

## Los autores
Fernán Silva Valdés (Montevideo, 15 de octubre de 1887 - 9 de enero de 1975) fue un poeta, compositor y dramaturgo uruguayo que es considerado como un referente en la corriente nativista. El tango fue estrenado por la cantante Tania en el Teatro Argentino en 1929 en la famosa temporada de Armando y Enrique Santos Discépolo..
Juan de Dios Filiberto (8 de marzo de 1885 - 11 de noviembre de 1964) fue un músico argentino, de gran importancia para la consolidación del tango como género musical de fama mundial y autor de canciones clásicas como Caminito (1926), Quejas de bandoneón, El pañuelito (1920), Malevaje (1928), muchas de ellas de contenido social.

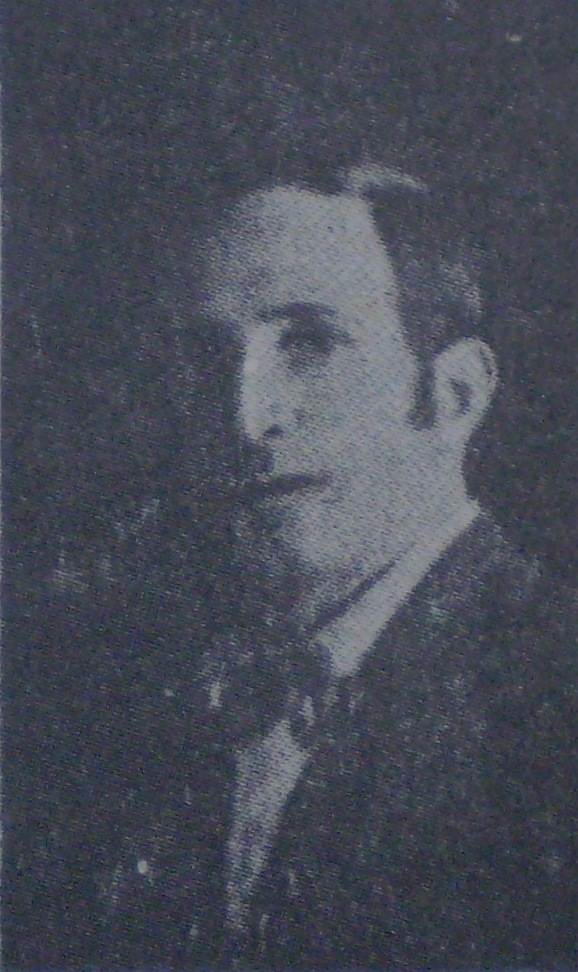
Juan de Dios Filiberto, autor de la música

## Comentarios
La letra establece ya desde la primera estrofa —"Como el clavel del aire / así era ella igual que una flor"— un paralelismo entre esa flor y su amada.
Silva Valdés, un teórico de la poesía campesina, decía que esta se había iniciado vinculada a la ganadería y que desde la década de 1920 había pasado a tratar temas situados en la ciudad. Clavel del aire fue la única colaboración de ambos autores y quedó como un canto nativista, campero según José Alonso y Trelles, otro poeta del mismo estilo. Así como la poesía gauchesca es una poesía letrada sobre temas del campo, la poesía nativista es poesía letrada relativa a asuntos propios del campo pero en lenguaje letrado. Si bien la corriente nativista no prosperó en el tango, esta obra quedó para la posteridad. En su primer libro nativista Silva Valdés incluyó temas de tango, como el cabaré criollo, Decía Silva Valdés: “Yo quería llevar el tango un paso hacia atrás, hacia los buenos tiempos del tango primitivo criollo”.
Juan de Dios Filiberto retomó en Flor del aire la canción porteña que había iniciado con Caminito; se trata de “un tipo de tango muy cantábile con una introducción antes de cada una de las dos partes que alterna un fragmento rítmico y otro con alargadas y expresivas melodías” si bien luego no prosiguió esa orientación.

## Grabaciones
Entre otros registros de esta canción, cabe mencionar los de Patrocinio Díaz acompañado con guitarras y órgano de mayo de 1930, de Ignacio Corsini con guitarras en mayo de 1930 para Odeon, de Carlos Gardel con acompañamiento de guitarras para el sello Odeon en septiembre de 1930, de Hugo del Carril en enero de 1940 para RCA Victor del tenor mexicano Juan Arvizu “el tenor de la voz de seda”, de Tito Guizar que la cantó en un filme en el que actuaba Amanda Ledesma, de Pedro Vargas a dúo con Libertad Lamarque, de Roberto Rufino con la orquesta de Armando Pontier del 23 de noviembre de 1961 para CBS-Columbia, de Jorge Durán con la orquesta de Carlos Di Sarli del 6 de junio de 1946 para RCA Victor y de Oscar Serpa con la misma orquesta en 1952 para Music Hall, de Juan D'Arienzo cantando Jorge Valdez, de Hernán Salinas con la orquesta de Carlos García, así como la grabación como instrumental de la orquesta de Florindo Sassone del 16 de agosto de 1962 para Odeon.